# 缩高
缩高（？—前247年），战国后期魏国安陵人。
前247年（秦庄襄王三年、魏安僖王三十年），缩高的儿子在秦国任职，秦国让他守管城。信陵君率军没有攻下，便人去见安陵君，让他把缩高送来，将任命为五大夫，担任执节尉。安陵君说：“安陵是个小国，民众不一定都服从我。还请使者亲自前去邀请。”于是派吏引魏国使者去见缩高，传达了信陵君的命令。缩高说：“信陵君看重我，是为了让我去攻管城。父亲攻城，儿子守城，会被天下耻笑。我的儿子见到父亲就归降，便是背叛君主；父亲教儿子背叛，也不是信陵君喜欢的。我不能接受信陵君的命令。”使者回报信陵君，信陵君大怒，又派使者去见安陵君，说安陵国也是魏国的领地。现在攻不下管城，秦军危及魏国的社稷。希望安陵君将缩高活着捆送来。如果安陵君不肯，就将十万大军开赴安陵城下。安陵君以先君成侯奉魏襄王的诏令镇守安陵，不能违背襄王国法“臣弑君，子弑父，有常不赦”。缩高听说后，说：“信陵君悍猛且刚愎自用，必将给安陵国招祸。我保全了自己的名声，没有违背为臣的道义，又岂可让安陵君受到魏国的危害呀。”于是到使者的客舍，拔剑刎颈，自杀而死。信陵君得知后，身着素服避住，派使者向安陵君致歉：“我魏无忌，是小人啊，困扰于攻取管城的思虑，对君失言，请让我再拜，为我的罪过道歉。”